# Kurt Nehrling

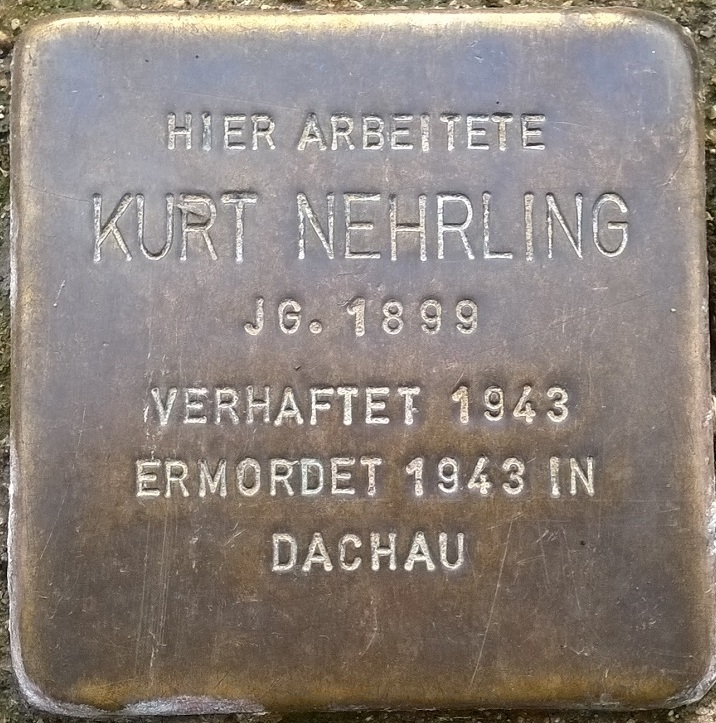
Stolperstein vor dem Haus Eckenerstraße 1

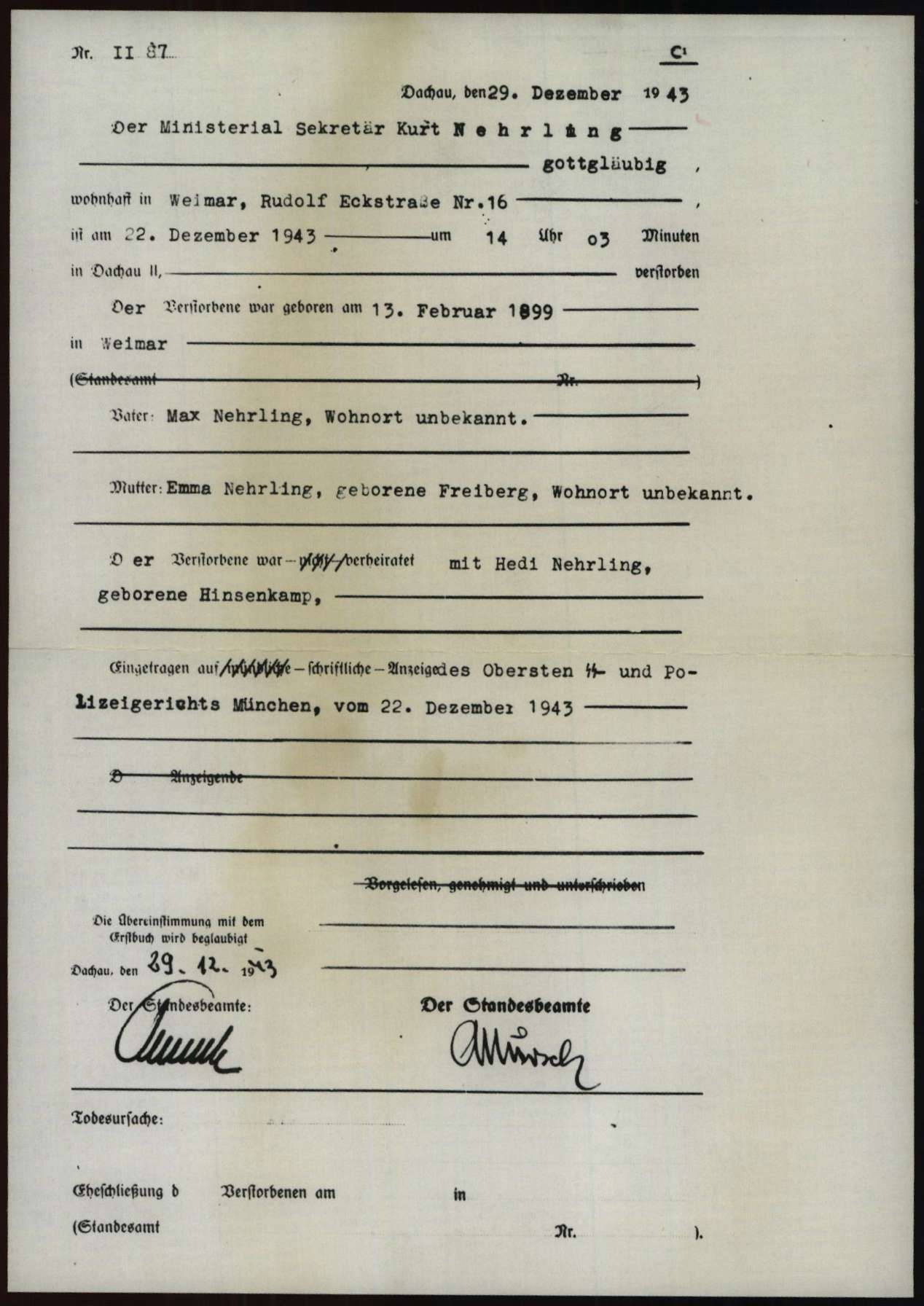
Kurt Nehrlings Totenschein aus Dachau

Kurt Nehrling (geb. 13. Februar 1899 in Weimar; gest. 22. Dezember 1943 in Dachau) war ein deutscher Politiker der SPD seit 1919.

## Leben
Seine Eltern Max und Emma Nehrling und betrieben in der Jakobstraße eine Gastwirtschaft. Laut seiner Geburtsurkunde war sein Vater Friseur. 
Er übte in der SPD verschiedene Parteifunktionen aus, war auch für die 1923 in Weimar gebildete Arbeiterregierung als Kanzleisekretär tätig. Später wurde er Ministerialsekretär. Nach 1933 war er gegen die Nationalsozialisten im Widerstand. Er war führender Kopf der Widerstandsgruppe Nehrling-Eberling. Der andere war Hans Eberling. Am 16. Februar erfolgte seine Verhaftung und er wurde wegen „Zersetzung der Wehrkraft“ zum Tode verurteilt und in Dachau hingerichtet. Seine Hinrichtung war eine Folge der Denunziation eines Arbeitskollegen.
Während der NS-Zeit hatte Kurt Nehrling mit seiner Frau Hedwig am Durchgang des Zeppelinplatzes zur Eckenerstraße ein Wäschergeschäft betrieben. Die wiederum war Treffpunkt für SPD-Mitglieder. An seiner ehemaligen Arbeitsstelle, der Eckenerstraße 1, befindet sich ein Stolperstein, der am 7. Mai 2008 verlegt wurde. Nehrling selbst wohnte in der damaligen Rudolf-Eck-Straße, die heute seinen Namen trägt.
Sein Sohn Heinz Nehrling war Volkswirt und auch Politiker.
Seine Grabstelle befindet sich auf dem Historischen Friedhof Weimar.

## Kurt-Nehrling-Straße

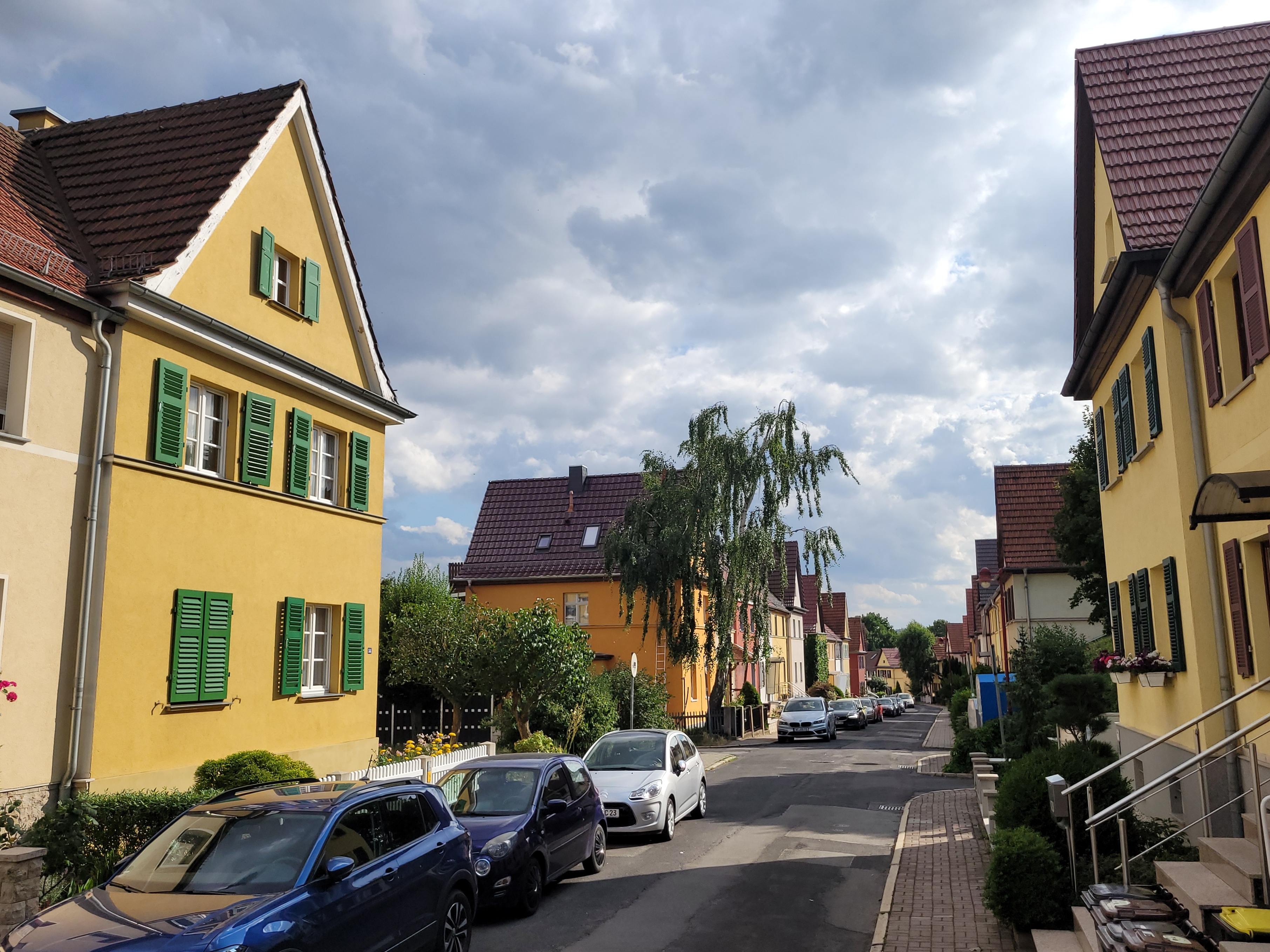
Kreuzung mit der Eckenerstraße

Die Kurt-Nehrling-Straße ist eine Anliegerstraße mit Reihenhäusern in der Weimarer Nordvorstadt. Sie reicht von der Röhrstraße bis zur Georg-Büchner-Straße und kreuzt die Eckenerstraße.
Sie hieß ursprünglich Heimstättenweg, wurde in der NS-Zeit in
Rudolf-Eck-Straße
umbenannt, und trägt ihren heutigen Namen seit 1945.
Kurt Nehrling wohnte im Haus Nummer 16,
und betrieb dort Anfangs auch sein Wäschegeschäft.
Es gab dort eine Gedenktafel, die aber nicht mehr vorhanden ist.